# Guckkasten (음반)
《Guckkasten》은 2010년 4월 20일에 발표한 국카스텐의 첫 정규 음반이다. 이 음반은 2009년도에 발표한 《Guckkasten (Before Regular Album)》에 수록된 곡들을 스튜디오에서 재녹음하여 발매된 리레코딩 앨범(Re-recording Album)이다.

## 배경
기존에 발매된 《Before Regular Album》은 녹음 과정 중 데이터 손실로 인해 음반 완성도를 완벽하게 구현하지 못한 채 발매되었다. 1년이 지난 2010년 4월 20일, 전곡의 재녹음・재편곡 과정을 거쳐서 국카스텐만의 독창적인 사운드를 펼칠 수 있게 되어 진정한 국카스텐 정규 1집으로 재탄생되었다. 또한 비포 레귤러앨범을 구입한 사람들을 위해 루비살롱 레코드는 리레코딩앨범으로 교환해주는 리콜제를 시행하였는데 앨범 교환행사는 발매일인 2010년 4월 20일부터 2개월간 진행되었다. 비포 레귤러앨범과는 재생 시간과 트랙 배치가 다르며 히든 트랙인 〈꼬리〉의 어쿠스틱 버전이 추가된 것을 제외하면 앨범 전체 수록곡은 같다.

## 수록곡
| #   | 제목                               | 작사   | 작곡     | 편곡     | 재생 시간 |
| --- | ---------------------------------- | ------ | -------- | -------- | --------- |
| 1.  | 〈거울〉                           | 하현우 | 국카스텐 | 국카스텐 | 4:40      |
| 2.  | 〈Violet Wand〉                    | 하현우 | 국카스텐 | 국카스텐 | 4:35      |
| 3.  | 〈미로〉                           | 하현우 | 국카스텐 | 국카스텐 | 5:04      |
| 4.  | 〈Faust〉                          | 하현우 | 국카스텐 | 국카스텐 | 6:21      |
| 5.  | 〈Rafflesia〉                      | 하현우 | 국카스텐 | 국카스텐 | 5:00      |
| 6.  | 〈Vitriol〉                        | 하현우 | 국카스텐 | 국카스텐 | 5:45      |
| 7.  | 〈Gavial〉                         | 하현우 | 국카스텐 | 국카스텐 | 4:50      |
| 8.  | 〈Limbo〉                          | 하현우 | 국카스텐 | 국카스텐 | 4:54      |
| 9.  | 〈Mandrake〉                       | 하현우 | 국카스텐 | 국카스텐 | 6:11      |
| 10. | 〈Sink Hole〉                      | 하현우 | 국카스텐 | 국카스텐 | 4:14      |
| 11. | 〈꼬리〉                           | 하현우 | 국카스텐 | 국카스텐 | 4:04      |
| 12. | 〈Toddle〉                         | 하현우 | 국카스텐 | 국카스텐 | 4:16      |
| 13. | 〈꼬리 (Acoustic)〉 (Hidden Track) | 하현우 | 국카스텐 | 국카스텐 | 3:14      |

## 참여 스텝
- All songs by Guckkasten
- All lyrics by 하현우
- Produced by Guckkasten
- Recording Studio : Tone Studio
- Recorded by 이태섭, 고정은, 임홍진
- Mixed, Mastered by 김대성
- Album artwork by 민영, 혜영, 현우
- Photos 마인팩토리 김지영
- Executive Producer 이규영

## 곡 해석
| 곡                          | 사전적 의미                                                        | 해석 |
| --------------------------- | ------------------------------------------------------------------ | --- |
| 거울                        | 물체의 형상을 비추어 볼 수 있게 만든 물건                          | 거울 속에 비친 자아의 균열과 상실, 혼란들을 노래한 곡으로 중독성 강한 기타 리프가 자극적인 색을 띠는 것이 특징. 샤워하러 목욕탕에 들어갔다가 거울을 보고 영감을 얻은 곡. "어느 날 거울 속에 비친 벌거벗은 모습에 영감을 받아 만든 곡입니다. 국카스텐 결성 초기에 만들어졌는데요, 거울에 투영된 자아의 균열과 상실, 혼란을 노래하고 있습니다." - 하현우 |
| Violet Wand (바이올렛 완드) | (특히 마법사, 점쟁이의)제비꽃 지팡이                               | 절망과 고통으로 가득찬 불안정한 삶에서 벗어나고 싶은 마음을 노래. "불안정한 삶의 질곡에서 벗어나고 싶지만, 자신과 상대방에게 절망과 고통을 안기며 스스로를 조금씩 갉아먹는 우리들의 모습을 노래했습니다." "이노래가 시작할 때 기타 연주는 앙칼지고, 베이스 연주는 능청스럽습니다. 곡의 후반으로 갈수록 두려움을 향해 끝없이 질주하고 분열하는 느낌으로 표현해보았습니다." - 하현우 |
| 미로                        | 방향을 알 수 없게 되어 있는 길                                     | |
| Faust (파우스트)            | 독일의 문호 '괴테'가 악마와 계약한 '파우스트'의 전설을 극화한 희곡 | 괴테의 <파우스트>를 읽고 쓴 곡으로 권태에서 벗어나기 위한 한 남자의 절규를 노래함. "괴테의 파우스트에서 '삶이 앞에 있다. 시선을 거꾸로 할 때 그 때 삶 속에 죽음이 보인다.' 이 글귀를 모토로 만들었어요." "권태와 죽음, 깜짝 놀라 본능적으로 눈이 떠지는 찰나의 깨어남을 노래한 곡입니다." - 하현우 |
| Rafflesia (라플레시아)      | 나무 뿌리에 기생하는 악취 나는 거대한 꽃                           | 다른 식물의 뿌리나 줄기에 기생하며 심한 악취를 풍기는 라플레시아 아르놀디(Rafflesia arnoldii)라는 식물에 하현우가 스스로를 비유해 표현했다. |
| Vitriol (비트리올)          | 황산염의 옛 용어                                                   | 파울로 코엘료의 소설 <베로니카 죽기로 결심하다>에서 등장한 '비트리올 중독'에 착안하여 쓴 곡. 비트리올 증후군은 사람을 무기력하게 만들어 버리는 증세로 학교를 졸업하고 직장을 얻어 차도 사고, 결혼해서 아이도 낳아 잘 살고 있음에도 왜 그러는지에 대해서는 잘 모르게 된다고 한다. "스스로를 고장이 난 불량품이라고 여기며 방 안에서 유령이 되어버린, 어리고 여린 자신을 위로하는 노래입니다. 원망하듯 터지는 후렴이 듣는 이의 가슴을 저미게 만드는 눈물과도 같은, 마술 같은 곡입니다." - 국카스텐 |
| Gavial (가비알)             | 인도 악어                                                          | 전규호의 기타 멜로디를 하현우가 따라부르다 만들어진 곡. "이 곡은 군대에서 쓴 내용이고요. 제가 꿈에서 작은 악어 세마리를 보았는데 그 악어를 외할머니 앞마당에 울타리를 쳐서 길렀어요 먹다 남은 쓰레기를 던져 줬는데 그걸 먹고 몸집이 커져서 울타리를 넘어 저를 잡아 먹더라고요. 그러다 잠에서 깨었는데 인상 깊어서 바로 펜을 들고 내용을 적어 나갔죠." - 하현우 |
| Limbo (림보)                | (라틴어 limbus로부터 유래된)지옥의 변방                            | |
| Mandrake (만드레이크)       | 맨드레이크라고 불리는 인간이 되고 싶어하는 전설 속 식물            | "굉장히 이야기가 많은 식물이에요. 공통된 것은 불완전함의 초상이라는 것, 완벽하고 싶은데 완벽하지 못한 '나'의 모습을 말해요. '만드레이크'는 아직도 너무나 많은 것이 결핍되어 있는 자신의 모습을 형상화한 노래입니다" - 하현우 |
| Sink Hole (싱크홀)          | 거대한 땅꺼짐 현상                                                 | 자신이 소유하고 있던 모든 것들이 한순간에 사라져버릴 수 있다는 내용의 곡. "우리가 평소 소유하고 있다고 믿고 있던 자신을 둘러싼 혹은 이미 자신을 완성시킨 소유물들이 어느 한 순간 남김없이 사라질 수 있다는 내용이에요." - 하현우 |
| 꼬리                        | 동물의 꽁무니에 가늘고 길게 내밀어 뻗친 부분                       | 도마뱀의 꼬리처럼 계속해서 자라나는 욕망과 망상을 꼬리에 비유해 표현했다. "내재된 욕망과 쾌락의 덩어리, 허상의 갈취, 착각과 이기심을 잘라도 잘라도 계속해서 자라나 '이리저리 흔들어대는 꼬리'로 형상화시켜 표현했습니다." -하현우 |
| Toddle (토들)               | 아장아장 걷다                                                      | 김기범과 하현우가 경기도 안산에서 강원도 횡성까지 걸어갔던 경험에서 나온 노래. |